# داریا ویدافسکا
داریا ویدافسکا (لهستانی: Daria Widawska؛ زادهٔ ۱ مهٔ ۱۹۷۷) بازیگر اهل لهستان است.
از فیلم‌ها یا مجموعه‌های تلویزیونی که وی در آن‌ها نقش داشته است، می‌توان به مادران، ۳۹ و نیم، قانون حقیقی، ماگدا ام.، در خیابان سپولنی و ع چون عشق اشاره نمود.